# Tiopanao
Tiopanao är en ort i Burkina Faso.   Den ligger i regionen Sud-Ouest, i den sydvästra delen av landet, 250 km sydväst om huvudstaden Ouagadougou. Tiopanao ligger 289 meter över havet och antalet invånare är 262.
Terrängen runt Tiopanao är platt. Runt Tiopanao är det ganska glesbefolkat, med 39 invånare per kvadratkilometer.. Närmaste större samhälle är Mouviélo, 5,8 km norr om Tiopanao.
Omgivningarna runt Tiopanao är en mosaik av jordbruksmark och naturlig växtlighet.